# Борис Олександрів
Олександрів Борис — псевдонім. Справжнє прізвище Грибінський, Олександр, народився 21 липня 1921 року в Ружині на Житомирщині, помер 21 грудня 1979 року в Торонто, Канада, похований на цвинтарі Park Lawn. Український поет, редактор, автор гумористичних оповідань, які він писав під псевдонімом Свирид Ломачка, член ОУП «Слово».
Дружина Бориса Олександріва — українська поетеса Кузьменко Світлана.

## З біографії
Навчався у Київському педагогічному інституті, але не закінчив його. Протягом 1941—1943 рр. вчителював та займався журналістикою. У 1944 р. емігрував разом з батьками до Австрії. До Канади прибув 1949 р., де у 1950 р. одружився зі Світланою Вакуловською — відомою поетесою, що пише під псевдонімом Світлана Кузьменко. У 1962 р. він закінчив бібліотекарську школу Оттавського університету. Працював бібліотекарем, а згодом і директором 5 бібліотек. Разом із Ю. Стефаником і В. Софроновим-Левицьким став
засновником Канадського ОУП «Слово», головою його торонтського відділу. Згодом його обирають до президії письменницької організації у Нью-Йорку.

## Творчість
Першу поетичну збірку «Мої дні» Б. Олександрів видав у 1946 р. у Зальцбурзі. Ця збірка одразу привернула увагу критиків. Після довгої перерви з'явились збірки «Туга за сонцем» (Торонто, 1967) і «Колокруг» (Торонто, 1972), що наполовину складаються з перекладів, «Камінний берег» (Нью-Йорк — Торонто, 1975). У поезії Б. Олександріва яскраво проявився неокласицизм. І. Качуровський відзначає, що він «на початках його творчості стояв десь посередині між Рильським та Сосюрою», а згодом створив свій власний стиль, в якому визначним досягненням є розуміння «єдності європейської культури». Уже по смерті поета вийшла книга вибраних віршів і перекладів «Поворот по сліду» (Едмонтон — Торонто, 1980). Крім поетичної творчості Б. Олександрів регулярно виступав у пресі із критичними статтями, рецензіями, зокрема, видав літературознавче дослідження «"Слово о полку Ігоревім"  — пам'ятник староукраїнської літератури» (Торонто, 1960). Б. Олександрів також відомий як гуморист і сатирик. У цьому жанрі він друкувався під псевдонімом Свирид Ломачка. Вийшли друком книги: «Свирид Ломачка в Канаді» (Торонто, 1953) та «Любов до ближнього» (Нью-Йорк — Торонто, 1961).